# Školski zrakoplov
Školski zrakoplov je zrakoplov kojeg se rabi za uvježbavanje i učenje pilota.
Za početnike se obično rabe zrakoplovi s jednim motorom, kao što je Cessna 172. 
Školski zrakoplovi su uglavno dvosjedi s mjestom za instruktora i učenika.